# Ивано-Лисичанское сельское поселение
Ива́но-Лисича́нское се́льское поселе́ние — упразднённое муниципальное образование в составе Грайворонского района Белгородской области Российской Федерации.
Административный центр — село Ивановская Лисица.
19 апреля 2018 года упразднено при преобразовании Грайворонского района в Грайворонский городской округ.

## История
Самый ранний документ, в котором содержатся конкретные сведения о сёлах Ивановская Лисица и Ломное, относится к 1692 году. В деревне Лисице, расположенной на правой стороне реки (теперь Горянка), насчитывалось  13 дворов. Среди её первых жителей - Матвей Анциферов, Анофрей Гордеев, Иван Золотухин, Кирей Перов, Иван Извеков, Михаил Михальчиков.  
В 1709 году граф Шереметев, владевший уже Борисовкой, купил  в Лисице у Степана Кренёва 200 четвертей земли да 30 четвертей  в деревне Видилиной. 
Шереметевы владели землями всех трёх селений, население которых продолжало расти за счёт притока новых переселенцев, а это привело к слиянию их в одну слободу Ивановскую или Черкасскую Лисицу.
Во время Генерального межевания в слободе Ивановской численность населения достигла 1869 человек (260 дворов). Слобода управлялась атаманом и писарем, а они, в свою очередь,  подчинялись Борисовскому вотчинному правлению.
В начале 1890 года   в волостной слободе Ивановская Лисица проживало 3684 человека (1831 мужчина и 1853 женщины). 1928 год. Численность населения составляла 4669 человек - это рекордное  число за всю историю села.
1930-1931 гг.
В этой и ещё нескольких публикациях довольно широко использованы ценные архивные материалы, которыми в своё время щедро делился со мной Тимофей Яковлевич Рязанов, учитель из грайворонского села Головчино, увлечённый, талантливый краевед... Город-крепость Хотмыжск ещё достраивался, а уже в 1643 г. «за военную службу» четыреста хотмыжских казаков получили поместные земли. Эти земли казачьи начинались от Мелового Колодезя возле Хотмыжска и тянулись до речки Готни, по Обихожему Колодезю к речке Лисице и верховьям Ворсклицы.
(Сегодня на этих казачьих землях - села Ивановская Лисица, Казачья Лисица, Акулиновка, Березовка и Никитское). Скорей всего, уже в следующем 1644 г. казаки начали селиться на пожалованных им землях. Рядовые казаки получили в 1643 г. по 30 десятин, «а сено косить хотмышским полковым казакам по дубровам и рекам и по колодезям в урочищах и хоромное и дровяное сечь по своим же землям в урочищах, а бортневого лесу со пчелами и без пчел не сечь, а владеть теми бортными деревьями бортникам по старине по-прежнему». Земли хотмыжским казакам достались плодороднейшие - веками не знавшая сохи чернозёмная целина. Распахивали её на лошадях. «И у тех хотмышских казаков... лошадёнки худы, - свидетельствует старинный документ, - а многие казаки и пеши, для промыслу на воинских людей (татар) в походы посылать не на чем». А ведь новоселы не только поднимали целину, они на голом месте строили избы, сооружали мосты и гати. В каждой деревне возводились деревянные церкви. А стоило объявиться поблизости захватчикам, и казаки, отложив все, тотчас брались за оружие...
В верховьях притока Ворсклы - золотистой Лисицы появилось поначалу две отдельные деревни: Казачья Лисичка и Лисичка. К 1692 г. в Казачьей Лисичке стояло 28 казачьих дворов, да ещё 5 дворов «гулящих» - без земельного надела. Архивные документы сберегли имена первопоселенцев Казачьей Лисички: Андрей Колодезев, Алексей Павлов, Харлам Малахов, Дмитрий Гончаров, Дементий Зубов, Емельян Евсюков... В 1709 г. граф Шереметев приобрёл землю у рейтара Степана Кренева и ещё у нескольких однодворцев Казачьей Лисички. Но ко времени так наз. генерального межевания - в 1780-е гг. - графу и двум мелкопоместным помещикам Усачёву и Акуловой принадлежало менее 93 из 2316 десятин местной земли. В то время в Казачьей Лисичке было уже 67 дворов, деревянная церковь Покрова, на реке - водяная мельница с тремя поставами, а в Лисичке, «что на правой стороне речки»,50 дворов, «401 мужская душа» однодворцев и 13 «владельческих душ, отбывающих барщину». (Однодворцы не были крепостными, впоследствии они составили особую категорию государственных крестьян). Все крестьяне платили «подушный налог»: однодворцы - 1 руб. 70 коп., владельческие крестьяне - 70 коп. в год «с души».
Десятая ревизия насчитала в с. Казачья Лисица «599 душ мужского пола». К осени 1884 г. в К.Л. Лисичанской волости Грайворон. уезда -269 дворов (265 изб, «в том числе 3 домохозяина имеют землянки»),1579 жит. (839 муж., 740 жен.), грамотных 24 муж. и 1 жен., до школы 3 версты. У крестьян - 3258,4 десятины «удобной земли» (2427,7 дес. усадебной и пахотной, 176,8 сенокосной, 6 выгонной и 848,1 лесной), вся земля «в одном особняке», на три четверти «глинистый чернозём, поля гористые, проезд на поле затруднён ярами». В хозяйствах крестьян - 577 рабоч. лошадей и 94 жеребёнка, 57 волов, 471 корова и 253 телёнка,1143 овцы и 244свиньи. 108 мужчин К.Л. занимались местными промыслами, 325 - отхожими, 45 крестьянок работали на свекловичных плантациях. В селе было 10 «промышленных заведений», кабак. К 1890 г. в Казачьей Лисице (Лисичке) Лисичанской волости Грайворонского уезда - 1580 жит. (789 муж.,791 жен.), 172 ветряные мельницы и одна водяная, 5 кабаков. В 1905 г. в селе построили школу; в 1913 г. появился «кирпичный магазин», в котором купец Алексей Сеин бойко торговал мануфактурой, водкой и съестными припасами. На фронтах Первой Мировой войны погибли 60 селян, некоторые были награждены Георгиевскими крестами...
С июля 1928 г. Казачья Лисица в Грайворонском районе - центр Казачье-Лисичанского сельсовета, в который входил ещё хуторок Подкосилово; на 1 января 1932 г. в К.Л. - 3048 жит., в Подкосилово - 20. В годы Великой Отечественной войны К.Л. была оккупирована дважды: с 14 октября 1941 г. до марта 1942 г. и с весны 1943 г. до августа 1943 г. Почти 400 односельчан сражались на фронте, половина из них «не вернулась из боя»... После образования Белгородской области Казачья Лисица осталась в Грайворонском районе центром сельсовета, состоящего из одного населённого пункта. В начале 1970-х гг. Казачья Лисица - в Ивано-Лисичанском сельсовете Борисовского района; на 1 января 1979 г. в К.Л. - 607 жит., на 12 января 1989 г. - 436 (173 муж., 263 жен.), на 1 января 1994 г. -449 жит., 213 хозяйств. С октября 1989 г. Казачья Лисица в Ивано-Лисичанском сельсовете Грайворонского района.
Село Казачья Лисица - песенное. Столичные и белгородские собиратели фольклора записали от местных исполнительниц несколько десятков замечательных песен: «Ехали солдаты», «Туман яром по долыни», «Ой, чии то волы», «Селезень ты мой» и др. В 1997 г. К.Л. в Грайворонском районе - центр Казачье-Лисичанского сельск. округа, состоящего из одного села (187 домовладений, 431 жит.). В 1999 г. в Казачья Лисица - 437 жит., в 2001 г. - 380, в 2002 г. - 409, в 2006 г. - 364, в 2007 г. - 349, в 2008 г. - 340, в 2009 г. - 320, в 2010 г. в Казачьей Лисице  Ивано-Лисичанск. сельск. поселения Грайворонского района - 320 жителей.
Ивано-Лисичанское сельское поселение образовано 20 декабря 2004 года в соответствии с Законом Белгородской области № 159.

## Население
| 2010  | 2011  | 2012  | 2013  | 2014  | 2015  | 2016  |
| ----- | ----- | ----- | ----- | ----- | ----- | ----- |
| 1755  | ↘1747 | →1747 | ↘1723 | ↘1687 | ↗1697 | ↗1698 |
| 2017  | 2018  |       |       |       |       |       |
| ↘1688 | ↘1672 |       |       |       |       |       |

## Состав сельского поселения
| № | Населённый пункт  | Тип населённого пункта       | Население |
| - | ----------------- | ---------------------------- | --------- |
| 1 | Ивановская Лисица | село, административный центр | ↘617      |
| 2 | Казачья Лисица    | село                         | ↘323      |
| 3 | Косилово          | село                         | ↘605      |
| 4 | Ломное            | село                         | ↗210      |